# Chetillo
Chetillo, in danese Kjeld (inizi del XII secolo – 1150 circa), è stato un presbitero danese. Il suo culto come santo fu approvato da papa Clemente III nel 1188.

## Biografia
Nato agli inizi del XII secolo nello Jutland, eccelse fin dalla giovinezza nello studio e si distinse per la condotta di vita virtuosa.
Fu chiamato da Eskillo, vescovo di Viborg, nella sua città e ordinato sacerdote: Chetillo entrò poi nel capitolo dei canonici di Viborg, soggetto alla regola di sant'Agostino, e ne divenne prevosto. Fu anche maestro dei chierici nella scuola capitolare.
Svolse attività di pacificazione tra le fazioni in lotta e fu missionario presso i Venedi.
Secondo una lectio del breviario dello Schleswig del 1512, Chetillo morì martire, ma ciò non risulta dai martirologi più antichi: morì probabilmente di morte violenta, ma non sarebbe stato ucciso in odium fidei.

## Culto
Il suo culto come santo fu approvato da papa Clemente III nel 1188.
L'11 luglio 1189 il vescovo di Viborg, Absalon, procedette alla solenne elevatio delle reliquie di san Chetillo e la sua festa fu sempre celebrata nell'anniversario di questo episodio e non nel suo dies natalis (27 settembre).
Il suo elogio si legge nel Martirologio romano all'11 luglio.